# Nandasmo
Nandasmo – miasto i gmina w południowo-zachodniej Nikaragui, w departamencie Masaya. W 2005 roku gmina liczyła ok. 10,7 tys. mieszkańców.

## Geografia
Gmina Nandasmo graniczy od północy z jeziorem Laguna de Masaya, od południa z gminami Masatepe i Niquinohomo, od wschodu z gminami Masaya i Niquinohomo, zaś od zachodu z gminą Masatepe. Siedziba gminy (miasto Nandasmo) położona jest ok. 58 km na południowy wschód od miasta Managua.
Gmina leży w strefie klimatu tropikalnego sawannowego (według klasyfikacji Köppena). Średnia roczna suma opadów wynosi pomiędzy 1200 mm a 1400 mm, średnia roczna temperatura waha się natomiast od 23 do 24 °C.
Na obszarze gminy znajdują się liczne wąwozy. W północnej części gminy teren opada stromo do obniżenia, w którym znajduje się wulkan Masaya oraz jezioro Laguna de Masaya. Ponadto na głębokości ok. 300 m występują wody gruntowe nadające się do celów spożywczych i irygacyjnych. 

## Podział administracyjny
Gmina Nandasmo dzieli się na: miasto Nandasmo (siedziba) oraz trzy comarki (Pío XII, San Bernardo, Vista Alegre).

## Gospodarka
Gospodarka gminy opiera się przede wszystkim na rolnictwie i rzemiośle. Ludność zajmuje się uprawą kawy, owoców cytrusowych, fasoli i kukurydzy. Istnieją także warsztaty rzemieślnicze działające w branży drzewnej i meblarskiej, skórzanej oraz ceramicznej.

## Historia
Okoliczna ludność wywodzi się przede wszystkim z ludu Chorotega z grupy językowej Nahua. Według danych historycznych pierwszymi osadnikami na tym terenie byli uchodźcy, którzy uciekli przed erupcją z krateru Santiago w pobliskim wulkanie Masaya. Nazwa „Nandasmo” w języku Chorotegów oznacza „obok potoków”, natomiast w języku nahuatl znaczy „piaszczyste miejsce”. Miejscowość na przestrzeni dziejów nosiła także nazwy Villa de la Paz oraz Villa de San Pedro. Gminę utworzono w 1976 roku.

## Kultura
Co roku w dniach 14–22 stycznia odbywają się uroczystości ku czci Jezusa Chrystusa („Dulce Nombre de Jesús”, „Jesús Nazareno de la Buena Muerte”, „Jesús Divino Pastor”). Odprawiane są wówczas uroczyste msze i procesje, odmawiany jest różaniec, a także organizowane są zabawy karnawałowe, walki byków i parady. W owych dniach podaje się tradycyjne dania i napoje, m.in. masa de cazuela, nacatamales (nikaraguański tamal) i chichę z kukurydzy.